# 乔汉荣
乔汉荣（1954年4月—），男，汉族，上海人，中华人民共和国政治人物，中国共产党党员，曾任甘肃省人民检察院检察长，第十一届全国人民代表大会甘肃地区代表。

## 生平
毕业于中央党校法学理论专业。2008年起担任全国人大代表。